# Bojan Brnović
Bojan Brnović (Titograd, 1979. február 10. –) montenegrói labdarúgó, aki jelenleg a Biatorbágy  játékosa. Posztját tekintve csatár.

## Pályafutása

### Mérkőzései a jugoszláv válogatottban
| #  | Dátum             | Ellenfél | Eredmény | Kiírás              | Esemény |
| -- | ----------------- | -------- | -------- | ------------------- | ------- |
| 1. | 2002. április 17. | Litvánia | 4 – 1    | barátságos mérkőzés | 82' 87' |
| 2. | 2002. május 8.    | Ecuador  | 0 – 1    | barátságos mérkőzés | 72'     |

## Sikerei, díjai
Győri ETO
- Magyar bajnoki bronzérmes: 2010